# Контрада Вила Пасквини (Кјети)
Контрада Вила Пасквини (итал. Contrada Villa Pasquini) је насеље у Италији у округу Кјети, региону Абруцо.
Према процени из 2011. у насељу је живело 15 становника. Насеље се налази на надморској висини од 112 м.